# 仏陀跋陀羅
仏陀跋陀羅（ぶっだばったら、サンスクリット: Buddhabhadra, ブッダバドラ）は、中国東晋で活動した北インド出身の訳経僧。姓は釈迦氏、カピラヴァストゥの人である。名前は、音写されて「仏陀跋陀羅」もしくは「仏馱跋陀羅」とされ、意訳されて「覚賢」「仏賢」「覚見」とされる。

## 生涯
17歳で出家、同学の僧伽達多とともに罽賓に至った。そこで、中国僧の智儼と出会い、智儼から、中国では正しい禅法を教化できる師を求めていることを聞き、中国行を決意する。
最初、青州に渡来し、長安に向かって、鳩摩羅什とともに過ごした。その後、長安の道恒らの有力僧の排斥を受けて、慧観らの門弟40名を伴って南へ逃れた。排斥の原因は、仏陀跋陀羅の持していた禅法と戒律が、鳩摩羅什の影響下にあった長安仏教界には受け入れられなかったことにあるとされる。
廬山の慧遠のもとに落ち着き、禅法関係の経典を漢訳した。
「大般涅槃経」や六十巻本の「華厳経」、「摩訶僧祇律」など15部117巻を翻訳した。
また、近年の仏教学では、二巻本「仏説無量寿経」は仏陀跋陀羅と宝雲による共訳であるという説が有力となっている。

## 翻訳
- 大方廣佛華嚴經
- 文殊師利發願經
- 達摩多羅禪經
- 佛説觀佛三昧海經
- 大方等如來藏經
- 摩訶僧祇律

など